# Regalecus
Genre
Regalecus est un genre de poissons de la famille des régalécidés.

## Espèces
Selon FishBase (12 mars 2012) et World Register of Marine Species (22 avril 2014) :
- Regalecus glesne Ascanius, 1772
- Regalecus kinoi Castro-Aguirre, Arvizu-Martinez & Alarcón-Gonzalez, 1991

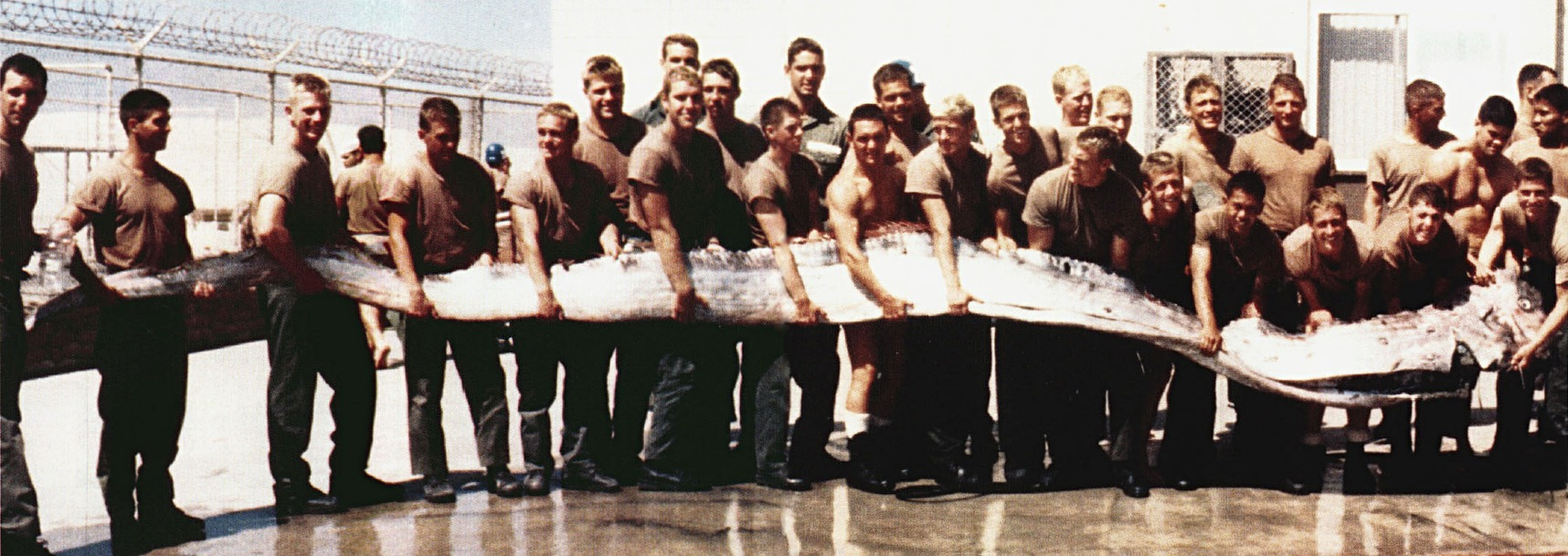
Photo d'un Régalec géant péché en Californie.

- Regalecus russelii (Cuvier, 1816)

Selon ITIS (12 mars 2012) :
- Regalecus glesne Ascanius, 1772
- Regalecus kinoi Castro-Aguirre, Arvizu-Martinez & Alarcón-Gonzalez, 1991
- Regalecus pacificus Haast, 1878
- Regalecus russelii (Cuvier, 1816)